# Lupinaster
Lupinaster là một chi thực vật có hoa trong họ Đậu.